# Szovjetunió Hőse
A Szovjetunió Hőse (oroszul: Герой Советского Союза, geroj szovetszkovo szojuza) a legnagyobb kitüntetés volt a hajdani Szovjetunióban. Egyének és kollektívák részére adományozták hősies helytállásuk elismeréseként.

## Története
Az első kitüntetettek 1934-ben a Cseljuszkin hajó legénységének megmentésében közreműködők kapták. Kezdetekben a Lenin-rend szolgálta a címhez a jelvényt, de 1939. augusztus 1-jétől megalkották az arany csillagos változatot. Az elismerés átadáskor az „Arany Csillagot”, oklevelet a Legfelsőbb Tanács Elnökségétől, egyéneknek pénzbeni juttatást egyévi fizetésüknek megfelelően és 1973-tól kezdve Lenin-rendet is adtak vele együtt. A legtöbb címet a második világháború alatt osztották ki, összesen mintegy 13 000 fő részesült ilyen elismerésben. Egy személy többször is megkaphatta, így vannak kétszeres, háromszoros és négyszeres hősök is. A legtöbb, négyszeres hős címet két fő Leonyid Iljics Brezsnyev és Georgij Konsztantyinovics Zsukov kapta meg.
Nőket is kitüntettek, de közülük csak kilencvenen részesültek e magas elismerésben. Az egyik szinte legendává magasztosított alak Zoja, a partizánlány volt. Zoja Anatoljevna Koszmogyemjanszkaja 18 éves volt a háború kitörésekor, és önként csatlakozott a partizánokhoz. 1941 novemberében a frontvonal mögött szabotázsakciót hajtott végre Petriscsevo faluban, ahol az istállót akarta rágyújtani az ott éjszakázó német katonákra. Az akció során elfogták, megkínozták, de semmilyen információt nem sikerült belőle kiszedni, ezért a németek felakasztották. Ezzel a hősies helytállásával kiérdemelte az 1943 márciusában halála után adományozott „a Szovjetunió hőse” címet.

## Híres kitüntetettek
- Ivan Sztyepanovics Konyev marsall
- Vaszilij Grigorjevics Zajcev szovjet mesterlövész
- Leonyid Iljics Brezsnyev politikus (négyszeres)
- Georgij Konsztantyinovics Zsukov marsall (négyszeres)
- Rogyion Jakovlevics Malinovszkij marsall (kétszeres)
- Kliment Jefremovics Vorosilov marsall (háromszoros)
- Alekszandr Mihajlovics Vaszilevszkij marsall (kétszeres)
- Ivan Alekszandrovics Szerov állambiztonsági tiszt
- Alekszandr Ivanovics Marinyeszko haditengerész (posztumusz)
- Endel Puusepp pilóta
- Richard Sorge kém (posztumusz)
- Jurij Alekszejevics Gagarin űrhajós
- Ramón Mercader kém, Trockij gyilkosa
- Panfilov huszonnyolc gárdistája

### Magyar kitüntetettek
- Kádár János
- Farkas Bertalan

## Fordítás
- Ez a szócikk részben vagy egészben  a   Hero of the Soviet Union című angol Wikipédia-szócikk ezen változatának fordításán alapul.  Az eredeti cikk szerkesztőit annak laptörténete sorolja fel. Ez a jelzés csupán a megfogalmazás eredetét és a szerzői jogokat jelzi, nem szolgál a cikkben szereplő információk forrásmegjelöléseként.